# Hohnstedt
Hohnstedt ist ein Ortsteil von Northeim im Landkreis Northeim in Südniedersachsen.

## Lage
Nordöstlich des Ortes befindet sich das südliche Portal des Kriebergtunnels. Westlich liegt das Naturschutzgebiet Leineniederung Salzderhelden.

## Geschichte
Im Mittelalter lag der Ort an einem wichtigen Nord-Süd-Weg, so dass hier Fuhrwerke Rast machten und be- und entladen wurden. Unwan war hier begütert. Mit dem Besitz des Unwan hängt auch die erste urkundliche Erwähnung Hohnstedts zusammen, die am 15. November 1015 erfolgte. Damals schenkte Kaiser Heinrich II. der bischöflichen Kirche zu Paderborn  den, ihm von Bischof Unwan übereigneten, Hof Hohnstedt (curtem Honstede) mit allem Zubehör (cum omnibus pertinentiis). Eine weitere Erwähnung, die ebenfalls im Jahr 1015 angesetzt ist, jedoch als eine Fälschung des 12. Jahrhunderts angesehen werden kann, findet sich in der Vita Meinwerci, wo der Ort als Hohnstedt im Bezirk Rittigau (Hoenstide in pago Rittiga) genannt wird.
In der Neuzeit gehörte der Ort zusammen mit dem benachbarten Vogelbeck und anderen Orten zum Amt Brunstein.
Ernst Arfken lebte hier.
Am 1. März 1974 wurde Hohnstedt in die Kreisstadt Northeim eingegliedert.
Beim Osterfeuer 1982 kamen fünf Jugendliche ums Leben. Seitdem wird in Hohnstedt kein Osterfeuer mehr veranstaltet.

## Politik

### Ortsbürgermeister
Ortsbürgermeister ist Friedrich Lange, stellvertretende Ortsbürgermeisterin ist Sonja Wille. Die letzte Wahlperiode lief vom 1. November 2021 bis zum 31. Oktober 2026.

### Ortsrat
Die Sitzverteilung im Ortsrat ist:
- Bürger für Hohnstedt (BfH): 9 Sitze

## Kultur und Sehenswürdigkeiten
Im Ort befindet sich die Martinikirche.
Die Fußball-Abteilung des Sportvereins TSV Germania Hohnstedt bildet mit Edesheim und Vogelbeck die „FSG Leinetal“.

## Religionen

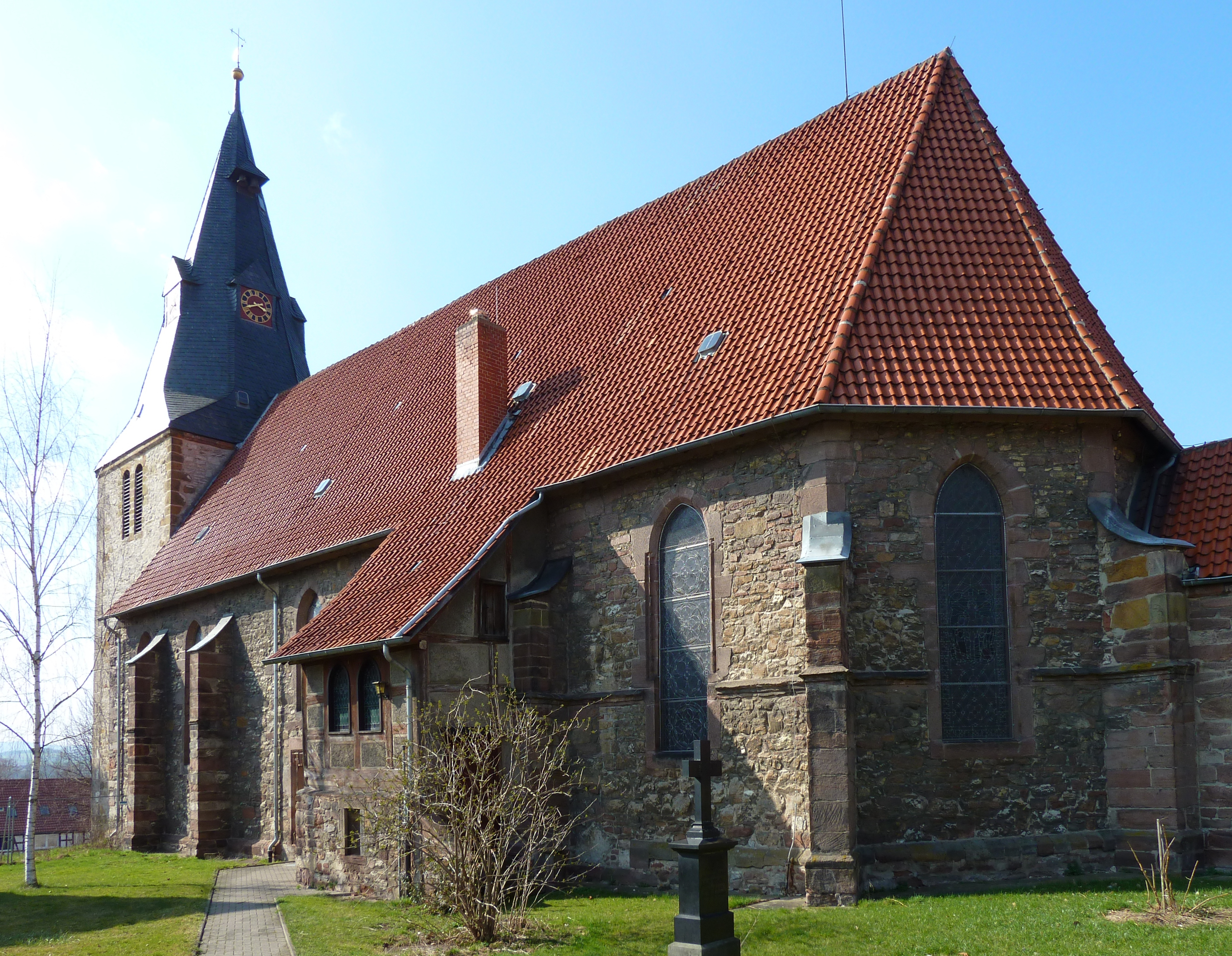
Martini-Kirche

Die historische Martinikirche, benannt nach Martin von Tours, befindet sich an der Martinigasse. Ihre Kirchengemeinde gehört zum evangelisch-lutherischen Kirchenkreis Leine-Solling.
Die katholische St.-Augustinus-Kirche wurde 1950/51 erbaut. 1995 fand in ihr der letzte Gottesdienst statt, und die Kirche wurde profaniert. Heute befindet sich die nächstgelegene katholische Kirche sieben Kilometer entfernt in Northeim.

## Verkehr
Die Hannöversche Südbahn und die Schnellfahrstrecke Hannover–Würzburg verlaufen nahe von Hohnstedt.

## Persönlichkeiten

### Söhne und Töchter der Gemeinde
- Heinrich Schliestedt (1883–1938), deutscher Politiker (SPD), Gewerkschaftsfunktionär (DMV) und Widerstandskämpfer